# Quiz Show
Quiz Show är en amerikansk dramafilm från 1994 i regi av Robert Redford. Filmen är baserad på en verklig händelse, frågesportsskandalen kring programmet Twenty One på 1950-talet.

## Rollista (urval)
- John Turturro - Herbie Stempel
- Rob Morrow - Dick Goodwin
- Ralph Fiennes - Charles Van Doren
- Paul Scofield - Mark Van Doren
- David Paymer - Dan Enright
- Hank Azaria - Albert Freedman
- Christopher McDonald - Jack Barry
- William Fichtner - Stage Manager
- Griffin Dunne - Account Guy

## Källhänvisningar
1. ↑  "Quiz Show". Rogerebert.com. Läst 1 februari 2015. (engelska)